# ماکینو سادامیچی
ماکینو سادامیچی (به ژاپنی: 牧野 貞通 Makino Sadamichi); ۲۶ دسامبر ۱۷۰۷ – ۳۰ اکتبر ۱۷۴۹) سامورایی، دایمیو و کیوتو شوشیدای در دوره ادو اهل ژاپن بود.